# Boraxperle
Die Boraxperle, wie auch die Phosphorsalzperle, wird als Vorprobe auf manche Übergangsmetalle beim Trennungsgang in der Analytischen Chemie verwendet.

Äußerste Spitze des inneren Flammenkegels wirkt reduzierend, der gesamte äußere Flammenkegel ist Oxidationszone

Dazu wird mit einem zuvor ausgeglühten Magnesiastäbchen Borax (Natriumtetraborat, Na2B4O7 {\displaystyle \cdot } 10 H2O) aufgenommen und in der Bunsenbrennerflamme zu einer glasklaren Perle geschmolzen. Dabei entweicht das enthaltene Kristallwasser. Anschließend wird mit dieser Perle eine kleine Menge der pulverförmigen Probe aufgenommen und in die Brennerflamme gehalten, bis die Perle erneut vollständig geschmolzen ist und sich die Probe gleichmäßig darin verteilt hat. Man beobachtet dann die Farbe der Perle sowohl in der Hitze als auch im abgekühlten Zustand.
Je nach verwendeter Flammenzone (gelb leuchtend oder Randzone = Reduktionsflamme, nicht leuchtend = Oxidationsflamme) ergeben sich unterschiedliche Färbungen der Perle. Diese sind weitestgehend identisch mit den Färbungen bei der Phosphorsalzperle.

## Reaktionen in der Perle
Chemisch gesehen entstehen in der Hitze Schwermetallborate. Diese haben unterschiedliche Zusammensetzung.
Schritt 1: Ausglühen des wasserhaltigen Borax:
{\displaystyle \mathrm {Na_{2}[B_{4}O_{5}(OH)_{4}]\cdot 8\ H_{2}O\ {\xrightarrow {\triangle }}\ Na_{2}B_{4}O_{7}+10\ H_{2}O} }
Schritt 2: Bildung des Schwermetallborats am Beispiel von Cobalt(II)-sulfat:
{\displaystyle \mathrm {Na_{2}B_{4}O_{7}+CoSO_{4}\ {\xrightarrow {\triangle }}\ 2\ NaBO_{2}+Co(BO_{2})_{2}+SO_{3}\uparrow } }

## Gefährdungsbeurteilung
Borax (Natriumtetraborat) wurde inzwischen als fruchtbarkeitsgefährdend und potentiell fruchtschädigend eingestuft. Da es mit der Phosphorsalzperle eine weniger gefährliche und aus analytischer Sicht gleichwertige Alternative gibt, sollte für die Zwecke der entsprechenden Vorprobe auf den Umgang mit Borax verzichtet werden.

## Farben in der Boraxperle
Die Farbe ist vom enthaltenen Kation abhängig und kann ein eindeutiger Hinweis auf das entsprechende Metall sein. Bei Mischproben kann aber oft nur auf die An- oder Abwesenheit bestimmter stark färbender Ionen (z. B. Co2+, Cr3+) geschlossen werden, da es auch zu Mischfärbungen oder zur Überdeckung weniger intensiver Färbungen kommen kann.
Als Nachweis ist die Boraxperle daher nicht ausreichend. Der durch die Boraxperle erhaltene Hinweis muss durch geeignete Nachweisreaktionen bestätigt werden.
| Kation | Oxidationsflamme    | Reduktionsflamme |
| ------ | ------------------- | ---------------- |
| Fe2+   | farblos bis gelbrot | grün             |
| Mn2+   | violett             | farblos          |
| Co2+   | blau                | blau             |
| Ni2+   | gelb bis braun      | braun            |
| Cr3+   | grün                | smaragdgrün      |
| Cu2+   | blau-grün           | rotbraun         |